# Єва (Цілком таємно)
Єва — одинадцята частина першого сезону серіалу «Цілком таємно» («Секретні матеріали»).
Агенти Малдер й Скаллі розслідують два однотипні вбивства, котрі здійснені одночасно за 3000 кілометрів одне від одного. Виявляється, що дочки жертв можуть бути результатом таємного проєкту по клонуванню людей, реалізовуваного урядом.

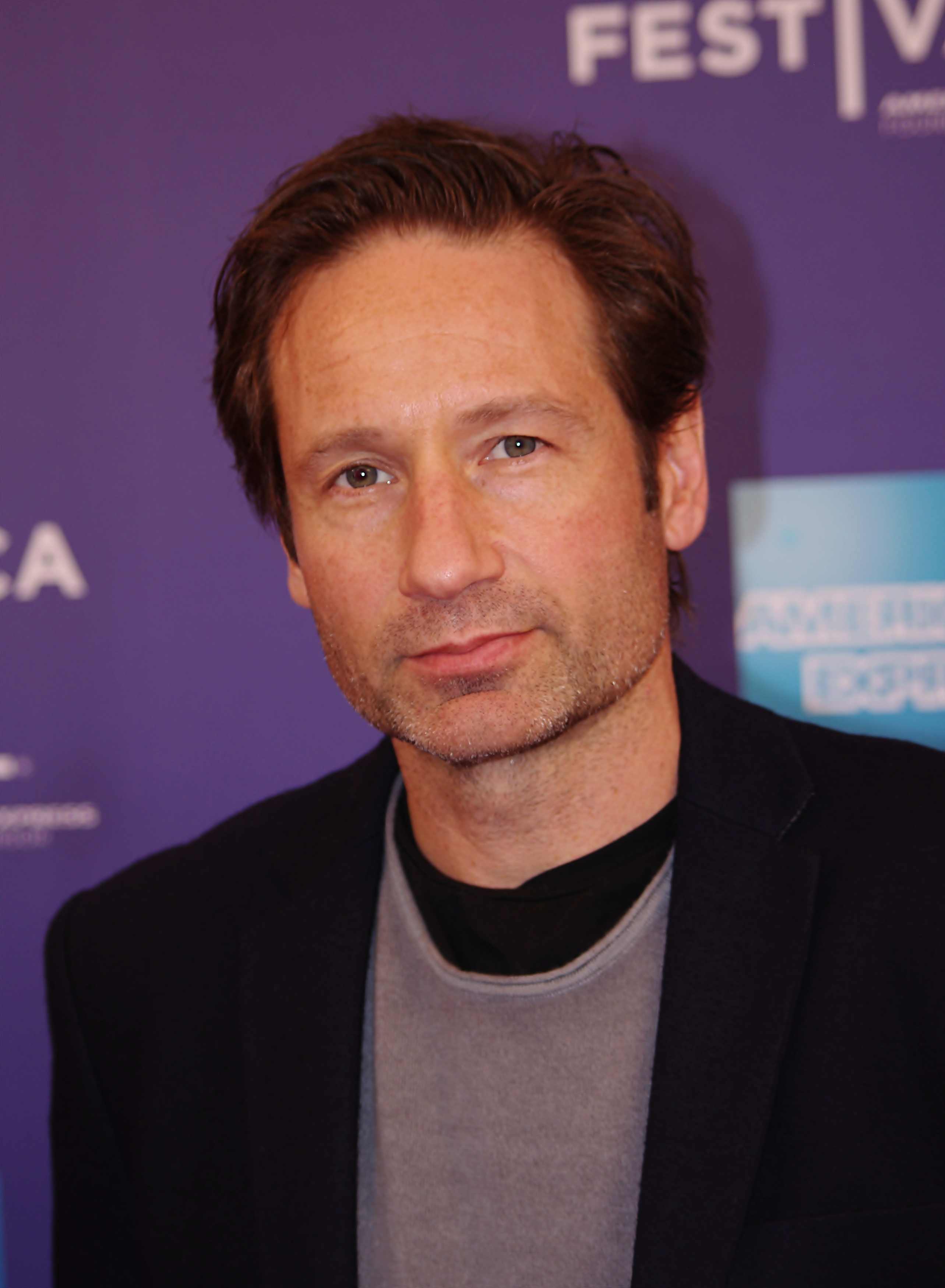

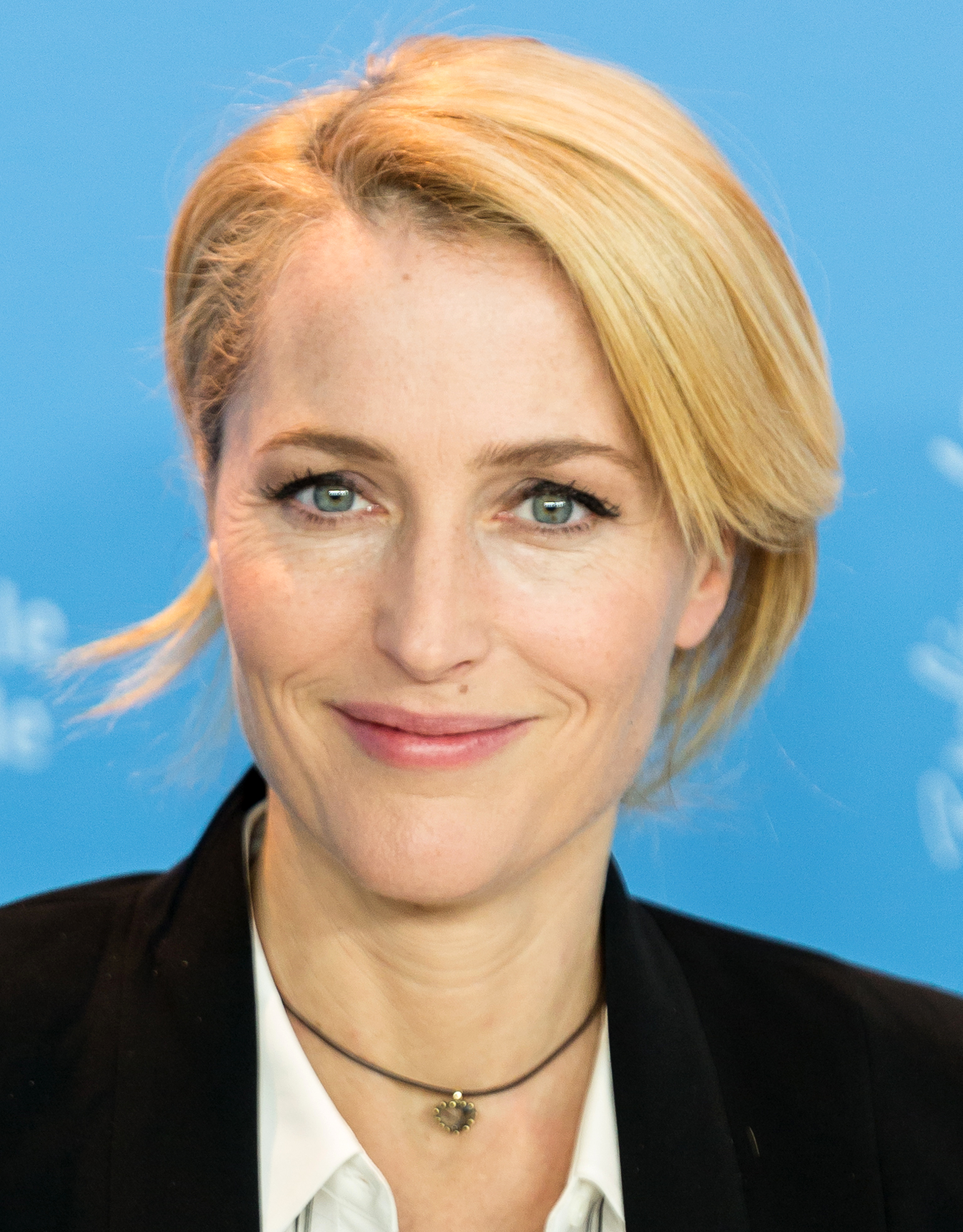

## Короткий зміст
В місті Гринвіч (штат Коннектикут) сімейна пара знаходить дівчинку, котра стоїть в самотності. Поруч із нею на гойдалці сидить мертвий батько, на шиї якого виявляють 2 розрізи. Фокс Малдер береться за справу, при перевірці Дейна Скаллі виявляє, що з тіла померлого було викачано понад 4 літри крові, при цьому не пролито ні краплі, а в тканинах виявлено природне заспокійливе дигіталіс, котре добувають з рослини наперстянки. Малдер переконаний, що смерть чоловіка схожа на випадки каліцтва худоби від іншопланетян.
По цьому агенти рушають в Марін (штат Каліфорнія) та опитують дівчинку Тіну, вона повідомляє що бачила «червоні вогні», а коли помирав її батько, «людина із хмар» хотіла виссати його кров. По цьому агенти їдуть у Каліфорнію, в Марін-Каунті, де відвідують господу Ріордонів — місце схожого злочину. При зустрічі з Ріордонами агенти виявляють, що їхня дочка Сінді схожа на Тіну як дві краплі води. Мати Сінді оповідає агентам, що понесла після штучного запліднення в клініці у Сан-Франціско. Малдер і Скаллер розуміють що, незважаючи на велику відстань, вбивства були вчинені одномоментно; тим часом в Коннектикуті відбувається викрадення Тіни.
Дейна вирушає в клініку та виявляє, що обидві родини — Ріордони та Сіммонси — лікувалися у одного лікаря — Саллі Кендрік, котру звільнили з роботи за проведення селекційних експериментів в лабораторії клініки. Департамент відмовився від розслідування, тим часом лікарка зникає.
Малдер контактує з «Глибокою Горлянкою», котрий висвітлює йому подробиці спроб американського керівництва часів Холодної війни створити генетично вдосконалених дітей для використання їх в подяльшому як суперсолдатів; цей проєкт звався «Лічфілдський експеримент». Діти, що з'явилися під час експерименту, виростали у таборі поблизу Лічфілда в Коннектикуті, усіх хлопчиків звали Адамами, а дівчаток — Євами. «Глибока горлянка» оповів Малдеру про жінку, котра пов'язана з «Лічфілдським експериментом» та перебуває у лікарні для душевнохворих. Після цього Фокс і Дейна рушають до лікарні, де зустрічаються із Євою-6. Єва-6 в часі розмови їм повідомляє, що в Лічфілдському експерименті були створені клони з додатковими хромосомами, котрі надавали клонованим надлюдський інтелект та силу, що поєднувалася з потягом до вбивства. Останні три клони — Єви-6, -7, та -8 після завершення експерименту були заґратовані у в'язниці. Однак Єва-7 втекла та влаштувалася у центр штучного запліднення — як Саллі Кендрік — та модифікувала яйцеклітини пацієнтів клініки задля створення нових клонів Єви. Єва-8 також утекла та перебуває на волі.
Малдер та Скаллі, передбачаючи викрадення Сінді, ведуть спостереження за будинком дівчинки, однак жінка у пальто, котра приховує своє лице в капюшоні, нейтралізує Дейну, вислизає від її напарника та здійснює викрадення. Жінка відвозить Сінді до мотелю, де вже перебуває викрадена Тіна та знайомить дівчаток між собою. З'ясовується, що жінка — це Єва-7 (Саллі Кендрік). Єва-7 оповідає дівчаткам про долю решти Єв проєкту — що у віці 16 років починається психоз, у вісімнадцять — схильність до вбивства, як вона вважала, що виправила ці вади в нових клонах, та зажила розчарування дізнавшись, що нові дівчатка зазнали «прискореного розвитку». Єва-7 запитує у дівчат, чому вони убили своїх батьків, на що чує пояснення, що підлітки знали — ці чоловіки не були їх батьками. На запитання, звідки вони дізналися про існування одна одної, дівчатка відповідають: «Просто знали».
Єва-7 оповідає дівчаткам, що її виростив чоловік, котрий знав про все — ким вона була, та що з допомогою спеціальних трав'яних сумішей, терапії та нейролептичних препаратів вони можуть вирости такими, як вона — замість того, щоб пройти шлях решти Єв. Однак дівчатка під час спілкування підмішують Єві-7 в напій отруту з дигіталісом — їх не цікавить шлях Єви-7.
Малдер та Скаллі, що прибувають до мотелю, застають Єву-7 мертвою. Дівчата заявляють агентам, що були викрадені Євами-7 і -8, щоби агенти повірили, що це старші клони убили їх батьків. Смерть Єви-7 пояснюють тим, що жінка примушувала їх до самовбивства. Від'їжджаючи, агенти вирішують забрати дівчаток з собою.
Уночі агенти з дівчатками зупиняються на стоянці далекобійників, одна з дівчат підливає отруту в содову, котру замовили агенти. Малдер помічає приторну солодкість напою та розгадує намір підлітків, утримує Скаллі від вживання содової. Дівчата втікають, агенти переслідують їх на стоянці, зрештою Малдер їх ловить.
Тіма Сіммонс та Сінді Рірдон перебувають в ув'язненні у окремих камерах, в тій в'язниці, де перебуває й Єва-6, дівчаткам присвоєні імена Єва-9 й Єва-10. У відділення входить жінка в медичному одязі — Єва-8. Дівчатка в ході розмови повідомляють, що знали про її прихід. Єва-8 запитує, як вони на це прийшли, дівчатка відповідають: «Ми просто знали».

## Знімались
| Актор                 | Роль                 |
| --------------------- | -------------------- |
| Девід Духовни         | Фокс Малдер          |
| Джилліан Андерсон     | Дейна Скаллі         |
| Гарріет Сенсом Гарріс | доктор Саллі Кендрік |
| Джеррі Гардін         | Глибока Горланка     |
| Джордж Туліатос       | доктор Кац           |
| Брент Стейт           | капрал Тейлор        |

## Принагідно
- Eve